# Zelfvervuller
Een zelfvervuller is een woord dat zelf de eigenschap bezit die het benoemt. Zelfvervullers zijn de meest voorkomende verschijningsvorm van autologie.
Alle inhoudswoorden benoemen iets. Bijvoorbeeld: tafel benoemt een plat voorwerp met poten eronder en rood benoemt een bepaalde opvallende kleur. Een zelfvervuller benoemt niet alleen iets anders, maar ook zichzelf.

## Categorieën
Er zijn verschillende categorieën zelfvervullers denkbaar. Enkele daarvan zijn:
- Taalkundig
  - Spelling, voorbeeld: spelfaut
  - Stijlfiguur, voorbeeld: draaiaard (palindroom)
- Uiterlijk
  - Letterbeeld, voorbeeld: S-bocht
  - Woordbeeld, voorbeeld: ge-vie-ren-deeld
  - Opbouw, voorbeeld: elfletterig of zeslettergrepigheid
- Wiskundig, voorbeeld: (twee vijf zesde) – (een derde) = (twee en half) ofwel in cijfers: 2 5/6 – 1/3 = 2 1/2.

Geef elke letter een waarde, en wel a = 1, b = 2, c = 3 tot en met z = 26 (de ij bestaat uit i en j). Tel alle waardes per formuleonderdeel op:
twee vijf zesde = 20+23+5+5 + 22+9+10+6 + 26+5+19+4+5 = 159
een derde = 5+5+14 + 4+5+18+4+5 = 60
twee en half = 20+23+5+5 + 5+14 + 8+1+12+6 = 99
Omdat 159 – 60 = 99, klopt de formule!

## Meer voorbeelden
- Ragnaam (anagram), een woord dat kan ontstaan als de letters dooreen geragd worden.
- Isogram (is zelf een isogram), elke letter komt maar één keer voor.
- Oploop (oploper, woord waarvan de letters in oplopend aantal voorkomen) is zelf ook een oploop, want de aantallen letters ervan zijn: 1×l, 2×p en 3×o.
- HOOFDLETTERS bestaat uit hoofdletters.
- Vijf-let-ter-gre-pig bestaat uit vijf lettergrepen.
- Zeventienletterig is zelf zeventienletterig.
- Vierentwintigletterwoord heeft vierentwintig letters.
- Vet is zelf vetgedrukt.
- Afko en afk. zijn afkortingen van afkorting.
- Woord is zelf ook een woord.
- Verkleinwoordje is zelf een verkleinwoord.
- Gedicht is zelf ook een zelfvervuller indien het in een gedicht staat, want dan is het ge-dicht.
- Homograaf is zelf een homograaf. Een homograaf is een stijlfiguur waarbij een woord gespeld wordt als een ander woord, maar een geheel verschillende betekenis heeft. Het woord 'homograaf' is zelf dus ook een homograaf, je hebt immers een hómograaf (een homoseksuele graaf) en een homográáf (de stijlfiguur).
- Oxymoron is zelf een oxymoron. Een oxymoron is een stijlfiguur waarbij twee woorden die elkaar in hun letterlijke betekenis tegenspreken, desondanks worden gecombineerd tot één begrip. Het is een van oorsprong oud-Grieks woord dat letterlijk scherp-stomp of scherpzinnig-stompzinnig betekent.
- Autologisch beschrijft onder andere zichzelf.
- Agglutinaties en agglutinatietje zijn zelf voorbeelden van een agglutinatie. De affixen -s en -tje maken van een zelfstandig naamwoord immers een agglutinatie.
- Nederlands is zelf een Nederlands woord. Hetzelfde geldt voor English in het Engels. Het woord Duits is daarentegen geen Duits woord, en dus geen zelfvervuller; het Duitse woord voor Duits is Deutsch, en dit laatste woord is weer wel een zelfvervuller.
- De woorden woord en naamwoord verwijzen naar de lexicale categorieën waar ze in de ontleding zelf bij horen (die van de zelfstandige naamwoorden).
- Antoniem beschrijft zichzelf in verhouding tot synoniem.
- Neologisme verwees naar zichzelf op het moment dat het werd bedacht.
- Assimilatie is zelf een diachrone, totale assimilatie (Lat. assimiláre; ad-, + similáre). Hier heeft de eindklank van het Latijnse voorvoegsel ad de kenmerken van de beginklank van het Latijnse similáre volledig overgenomen.
- Dactylus is zelf ook een drielettergrepige versvoet waarbij het accent op de eerste lettergreep ligt.

## Bron
Het verschijnsel werd beschreven door Lex van Boetzelaer in het tijdschrift Onze Taal, in het nummer van mei 2005 en juli/augustus 2007.